# Férfi kenu egyes 10 000 méter az 1956. évi nyári olimpiai játékokon
Az 1956. évi nyári olimpiai játékokon a kajak-kenu férfi kenu egyes 10 000 méteres versenyszámát november 30-án rendezték a Wendouree-tó-ban.

## Eredmények

### Döntő
| Helyezés | Név               | Nemzet                      | Idő       | Mj |
| -------- | ----------------- | --------------------------- | --------- | -- |
| Arany    | Leon Rotman       | Románia (ROU)               | 56:41,0   |    |
| Ezüst    | Parti János       | Magyarország (HUN)          | 57:11,0   |    |
| Bronz    | Gennagyij Buharin | Szovjetunió (URS)           | 57:14,5   |    |
| 4.       | Jiří Vokněr       | Csehszlovákia (TCH)         | 57:44,5   |    |
| 5.       | Franz Johannsen   | Egyesült Német Csapat (EUA) | 58:50,1   |    |
| 6.       | Werner Wettersten | Svédország (SWE)            | 59:24,7   |    |
| 7.       | Donald Stringer   | Kanada (CAN)                | 59:57,5   |    |
| 8.       | Frank Havens      | Egyesült Államok (USA)      | 1:01:23,6 |    |
| 9.       | Bryan Harper      | Ausztrália (AUS)            | 1:02:12,1 |    |